# Astronauta-político
Astronautas-políticos são aqueles que entraram na política após voarem ao espaço como astronautas. Mesmo com o número cada vez maior de pessoas que voaram ao espaço, os astronautas ainda possuem um bom reconhecimento público, e aqueles interessados na carreira política foram capazes de tomar vantagem nessa área.

## América

### Estados Unidos
John Glenn, um dos Mercury Seven selecionados em 1959 se tornou o primeiro Norte-Americano na órbita da Terra quando voou na Mercury-Atlas 6 e fez três órbitas no dia 20 de fevereiro de 1962 e o primeiro astronauta a ser eleito ao Congresso quando entrou no Senado em 1974. Ele foi o Astronauta-político Norte-Americano de melhor sucesso até o momento, servindo no Senado por 25 anos. Ele deixou o programa espacial em 1964 e anunciou que ia disputar contra o Senador Stephen M. Young nas eleições Democráticas após o fim do primeiro mandato do Young.
Críticos do "astronauta se tornando político" Glenn se manifestaram logo após o anúncio, onde consideraram que era um "precedente indesejável o fato de astronautas passarem a capitalizarem as suas famas para entrarem na área política" e outros falaram que Glenn são seguiu a "progressão passo a passo da escada política" ao "imediatamente desejar o Senado". Também houve uma especulação de que o então Procurador-Geral Robert F. Kennedy teria promovido a campanha eleitoral do Glenn como uma forma de melhorar as chances Democratas em Ohio. Quando perguntado durante uma viagem oficial em Tokyo, Kennedy não comentaria além do fato de que ele teve "várias conversas com John Glenn sobre seu futuro". Na época, foi citado que o Gordon Cooper teria encontrado-se com líderes do Partido Democrata em Oklahoma para considerar disputar o Senado. Num editorial pouco após o anúncio, The Toledo Blade fez uma exceção do fato de Glenn "presumir muito de sua popularidade como astronauta". O fato de escorregar e cair no banheiro em março de 1964 por fim fez que Glenn saisse da disputa. Glenn disputou novamente em 1970, perdendo as eleições primárias ao Senado de Ohio para Howard Metzenbaum. Em 1974, Glenn por fim venceu o Senado numa eleição especial para assumir a posição de William B. Saxbe. Em 1984, Glenn buscou a nomeação Democrata para Presidente dos Estados Unidos. Ele saiu da disputa em março de 1984, após ganhar apenas dois delegados e terminar em 6º lugar. Glenn retornou ao espaço no dia 29 de outubro de 1998 no Discovery (STS-95) enquanto ainda era um Senador. No ano seguinte, ele se aposentou do Congresso.
Dois astronautas da Apollo foram eleitos ao Congresso dos Estados Unidos. "Astronauta transformado em Sen. Harrison 'Jack' Schmitt", cuja participação na Apollo 17 tornou-o o único gólogo a andar na Lua, tendo se aposentado da NASA em agosto de 1975 e poco depois disputado como um Republicano, vencendo o assento no Senado por Novo México, derrubando o Democrata Joseph Montoya, que ja cumprira dois mandatos, por uma margem de 57% a 42%, apesar de ser descrito pelo The New York Times como um "neófito político". Jack Swigert, que voou na Apollo 13, foi eleito em novembro de 1982 na Câmara dos Representantes dos Estados Unidos representando o Colorado, baseado num plano que ele havia desenvolvido que havia "evoluído do seu treino como astronauta e o sucesso da exploração da Lua", mas morreu antes de assumir.
O programa dos Ônibus Espaciais produziu políticos tanto nos EUA quanto fora. Em 1985, Senador Jake Garn foi ao espaço como parte da STS-51-D servindo como especialista de carga e em 1986 o Rep. Bill Nelson da Flórida se tornou o segundo Congressista a viajar ao espaço, agora dentro da STS-61-C, também como especialista de carga. Em 2012, o astronauta José Hernández disputou o Congresso no 10º Distrito da Califórnia; ele venceu a nomeração Democrata, mas perdeu para o então em mandato Jeff Denham. No dia 12 de fevereiro de 2019, Mark Kelly, que voou quatro vezes no Ônibus, anunciou que estava disputando o Senado pelo Arizona.

### Canadá
Astronauta Marc Garneau se tornou o primeiro Canadense no espaço, quando voou em 1984 no Challenger como parte da missão STS-41-G, servindo como especialista de carga. Após dois voos, Garneau entrou na política e venceu um assento no Parlamento do Canadá em 2008. Garneau foi indicado como Ministro do Transporte pelo Primeiro Ministro Justin Trudeau no dia 4 de novembro de 2015.

### Brasil
Astronauta Brasileiro Marcos Pontes é o primeiro Sul Americano e Lusófono a ir ao espaço. Ele participou da Soyuz TMA-8 em 2006. Dentro do Governo Jair Bolsonaro, Pontes foi anunciado como Ministro da Ciência, Tecnologia e Inovação. Nas eleições estaduais em São Paulo em 2022 Marcos Pontes foi eleito para o Senado com 10.714.913 votos (49.68%).

## Rússia
Na Rússia, o cosmonauta Yuri Baturin, descrito pelo Space.com em 2000 como o "único cosmonauta/político da Rússia", se tornou o conselheiro principal do Presidente Boris Yeltsin e serviu como um dos principais conselheiros na área espacial. Todas as quatro cosmonautas russas serviram no Estado de Duma. Valentina Tereshkova, a primeira mulher no espaço, entrou na política ainda durante a União Soviética, servindo no parlamento e como membro do Comitê Central do Partido Comunista. Svetlana Savitskaya, a segunda mulher no espaço, foi eleita ao Estado de Duma em 1996 e atualmente serve como Vice-presidente do Comitê de Defesa, além de ser parte da Comissão de Segurança, Defesa e Luta Contra o Crime na Assembleia do Parlamento da União da Rússia e Bielorrússia. Yelena Kondakova serviu em Duma como membro do partido Fatherland – All Russia, e depois da dissolução do partido, como membro da Rússia Unida. Entretanto, ela deixou esse partido em 2011 por sua dessatisfação com os resultados das eleições internas do partido. Mais recentemente, Yelena Serova, a primeira cosmonauta russa a visitar a Estação Espacial Internacional, foi eleita para servir em Duma em 2016.

## Europa
Duas pessoas que viajaram ao espaço posteriormente foram eleitos como Membros do Parlamento Europeu. O cosmonauta Vladimír Remek, da Checoslováquia, que voou na Soyuz 28 como o primeiro não Norte-Americano ou Soviético no espaço, foi eleito como um MPE em 2004 a partir da República Checa como um candidato independente para o Partido Comunista da Boêmia e Morávia, e foi reeleito em 2009, com o Deutsche Welle descrevendo como "sua grande fama na era comunista contribuiu com seu sucesso no eleitorado".
Astronauta Italiano Franco Malerba voou na missão STS-46 em 1992 e se tornou o primeiro Italiano no espaço. Foi eleito em junho de 1994 ao Parlamento Europeu, onde senta com o Partido Popular Europeu. Outro astronauta Italiano, Umberto Guidoni, voou na STS-75 e se tornou o primeiro Europeu a visitar a Estação Espacial Internacional quando participou da STS-100 em 2001. Foi eleito em junho de 2004 no Parlamento Europeu, onde senta com o partido da Esquerda Unitária Europeia/Esquerda Nórdica Verde.
Sra. Claudie Haigneré, uma "spationaute" Francesa, foi ministra júnior para Pesquisa e Novas Tecnologias, e ministra júnior para Negócios Europeus, num governo liderado por Sr. Jean-Pierre Raffarin, mas nunca foi eleita.
Astronauta veterano de duas missões Pedro Duque foi nomeado Ministro da Ciência, Inovação e Universidades da Espanha em maio de 2018. Ele se formou em Engenharia Aeronáutica na Universidade Politécnica de Madri em 1986.